# Luis Zapata

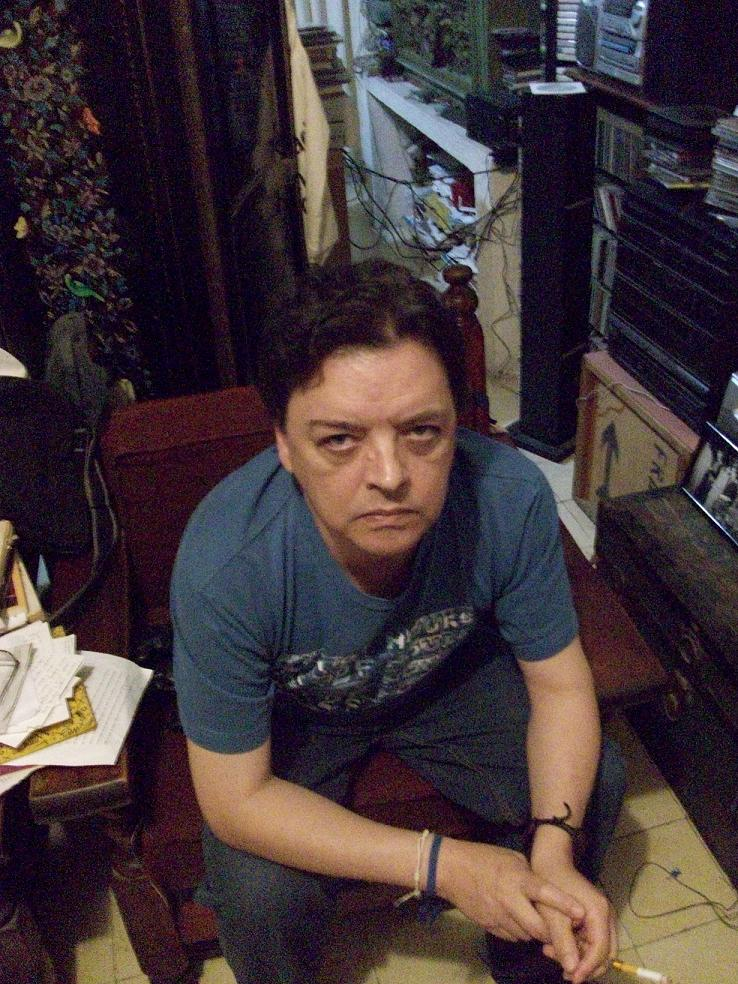
Luis Zapata (2009)

Luis Zapata Quiroz (* 27. April 1951 in Chilpancingo, Bundesstaat Guerrero, Mexiko; † 4. November 2020 in Mexiko-Stadt) war ein mexikanischer Schriftsteller, Redakteur und Übersetzer. Er war der bedeutendste offen homosexuell lebende Schriftsteller Mexikos.

## Leben und Wirken
Zapata entstammte bürgerlichen Verhältnissen und wuchs in einer ländlichen Region des Bundesstaates Guerrero auf. Während seiner Jugend interessierte er sich stark für Kunst, begann mit dem Abfassen von Theaterstücken und besuchte regelmäßig das Ortskino, das ihm die Flucht aus dem tristen und bisweilen auch gefährlichen Alltag in Traumwelten ermöglichte.
Er studierte Französisch an der Universidade Nacional de Autonomia und veröffentlichte 1975 sein erstes Buch. Von da an war er eine feste Größe auf dem homosexuellen Buchsektor in Mexiko und Lateinamerika. Er wurde vielfach ausgezeichnet, war Redakteur diverser Zeitschriften und übersetzte unter anderem Adolfo Caminha ins mexikanische Spanisch.
Seine Bücher beschäftigen sich fast ausnahmslos mit den Themen Homosexualität, Bisexualität, Identitätsfindung, schwulem Inzest, Hermaphroditismus in einer beinahe plastischen Sprache. Geprägt ist sein Werk von der Alltagswelt, den Wünschen von Homosexuellen und auch der amerikanischen Popkultur. Frauen kommen – wenn überhaupt – nur als Schwestern oder Mütter vor. Auch der Machismus und die Verborgenheit vieler Homosexueller, die sich in die Ehe flüchten, wird in zahlreichen Werken angesprochen. Viele seiner Werke tragen autobiographische Bezüge. Einige Erzählungen wurden auch ins Englische, aber bisher nicht ins Deutsche übersetzt.
Zapata starb nach mehrwöchigem Krankenhausaufenthalt aufgrund von Herz- und Lungenproblemen am 4. November 2020 im Alter von 69 Jahren in Mexiko-Stadt. Die Kulturministerin von Mexiko äußerte sich zu Zapatas Tod.

## Werke (Auswahl)
- Hasta en las mejores familias, 1975, Roman.
- De petalos perennes, 1981, Roman.
- De amor es mi negro pena, 1983, Erzählband.
- En jirones, 1985, Roman.
- Ese amor que hasta ayer nos quemaba, 1987, Erzählband.
- La hermana secreta de Angelica Maria, 1989, Roman.
- De cuerpo entero: las calidas tardes de cine Guerrero, 1990, Autobiographie.
- Por que mejor no nos vamos?, 1992, Roman.
- La nos fuerte pasion, 1995, Roman.
- Los pastulados del buen golpista, 1995, Roman.
- Paisaje con amigos, 1995, Roman.
- Siete noches junto al mar, 1999, Roman.
- La historia de siempre, 2007, Roman.
- Autobiografía póstuma, 2014, Erzählungen.

## Auszeichnungen (Auswahl)
- Premio Quetzalcoatl, 1976.
- Premio de Concurso de Cuento en frances, 1977.
- Premio nacional de novela Juan Grijalho, 1978.
- Premio estatal al merito literario Juan Ruiz de Alarcon, 1992.